# El Pajonal, Chiapas
El Pajonal är en ort i Mexiko.   Den ligger i kommunen Catazajá och delstaten Chiapas, i den sydöstra delen av landet, 800 km öster om huvudstaden Mexico City. El Pajonal ligger 7 meter över havet och antalet invånare är 299.
Terrängen runt El Pajonal är mycket platt. Runt El Pajonal är det ganska glesbefolkat, med 30 invånare per kvadratkilometer. Närmaste större samhälle är Catazajá, 3,2 km söder om El Pajonal. Omgivningarna runt El Pajonal är en mosaik av jordbruksmark och naturlig växtlighet.